# Златица
Златица (болг. Златица) — город в Болгарии. Находится в Софийской области, административный центр общины Златица. Население города составляет 4517 человек (2022).
Город расположен между гор массива Средна-Гора и гор Стара-Планина.

## История
В военной истории город получил известность, в ходе Русско-турецкой войны 1877—1878 гг., когда на данном театре военных действий произошло несколько боёв между частями русской императорской армии и войском Османской империи.
В конце 1955 года в городе Златица началось строительство медеплавильного завода (первая очередь завода производственной мощностью 8 тыс. тонн меди в год была введена в эксплуатацию в 1956 году).

## Политическая ситуация
Кмет (мэр) общины Златица — Нонка Кирилова Каменова (инициативный комитет) по результатам выборов.

## Люди, связанные со Златицей
- Червенков, Вылко Велёв — лидер Болгарской коммунистической партии в 1950—1954, уроженец города (1900 год).
- Иванов, Иван Каменов — футболист, уроженец города (1988 год).
- Николов, Стоян Иванов (р.1949) — борец греко-римского стиля, призёр Олимпийских игр, чемпион мира и Европы.